# Affenfaust
Die Affenfaust ist ein Knoten, der zum Beschweren des Endes einer Wurfleine, zur Sicherung beim Klettern oder als Zierknoten dient.

## Namen und Geschichte
Früher wurde die Affenfaust in der Schifffahrt oft verwendet. Bei der Handelsschifffahrt ist dieser Knoten als Schmeißleinenknoten bekannt. Manchmal wird sie auch Kindskopf oder Affenkopf genannt. Bei der deutschen Marine ist das Verwenden der Affenfaust verboten, da es durch die Festigkeit des Knotens immer wieder zu Unfällen kam. In US-amerikanischen Häfen wurde dieser Knoten oftmals vom Festmacher aufgeschnitten, um festzustellen, ob er nicht verbotenerweise Metall enthielt.

## Weitere Anwendung
- Beim Klettern kann die Affenfaust als Klemmsicherung eingesetzt werden, insbesondere dann, wenn die Verwendung von metallischen Klemmkeilen nicht möglich oder nicht gestattet ist (bspw. sind in der Sächsischen Schweiz metallische Klemmkeile verboten).
- Beim Poi-Schwingen werden Affenfäuste als runde Brennkörper für Feuerakrobatik verwendet.
- Als Zierknoten wird sie auch als „Knopf“ an Kleidungsstücken, als Verschluss für Hemdmanschetten (zwei Affenfäuste) oder zusammen mit einem gespleißten Auge als Gürtel verwendet.
- Im Kern mit einer Gips-, Holz-, Kunststoff- oder Stahlkugel beschwert, wird sie zur Schlagwaffe.

Sehr eindrücklich ist ein Bericht über eine „Kugel an der Schnur“, der von Richard Wossidlo wiedergegeben wird:

„As Seelüd eenmal den Stadtkommandanten in Wismar sinen Burschen vertobakt hadden, geew de dat fri. De Soldaten künnen de Matrosen vertimmern. Dor keem’ne bannige Slägerie in’n Gang mit Gummislauch un all so wat. Mien Unkel hadd ’ne Kugel anne Snuur, de hadd he ut Amerika mitbröcht. De Soldaten hebben so väl Släg krägen, de sünd ut Angst ut’t Finster rutgahn.“

„(Frei übersetzt auf Hochdeutsch)
Als Seeleute den Burschen des Stadtkommandanten in Wismar verprügelt hatten, stellte er es ihnen frei. Die Soldaten könnten die Matrosen verprügeln. Da kam eine ordentliche Schlägerei in Gang, mit Gummischläuchen und all solchen Sachen. Mein Onkel hatte eine Kugel an der Schnur, die er aus Amerika mitgebracht hatte. Die Soldaten haben so viele Schläge bekommen, dass sie aus Angst aus dem Fenster raussprangen.“

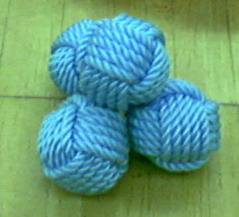
Vier Kugeln
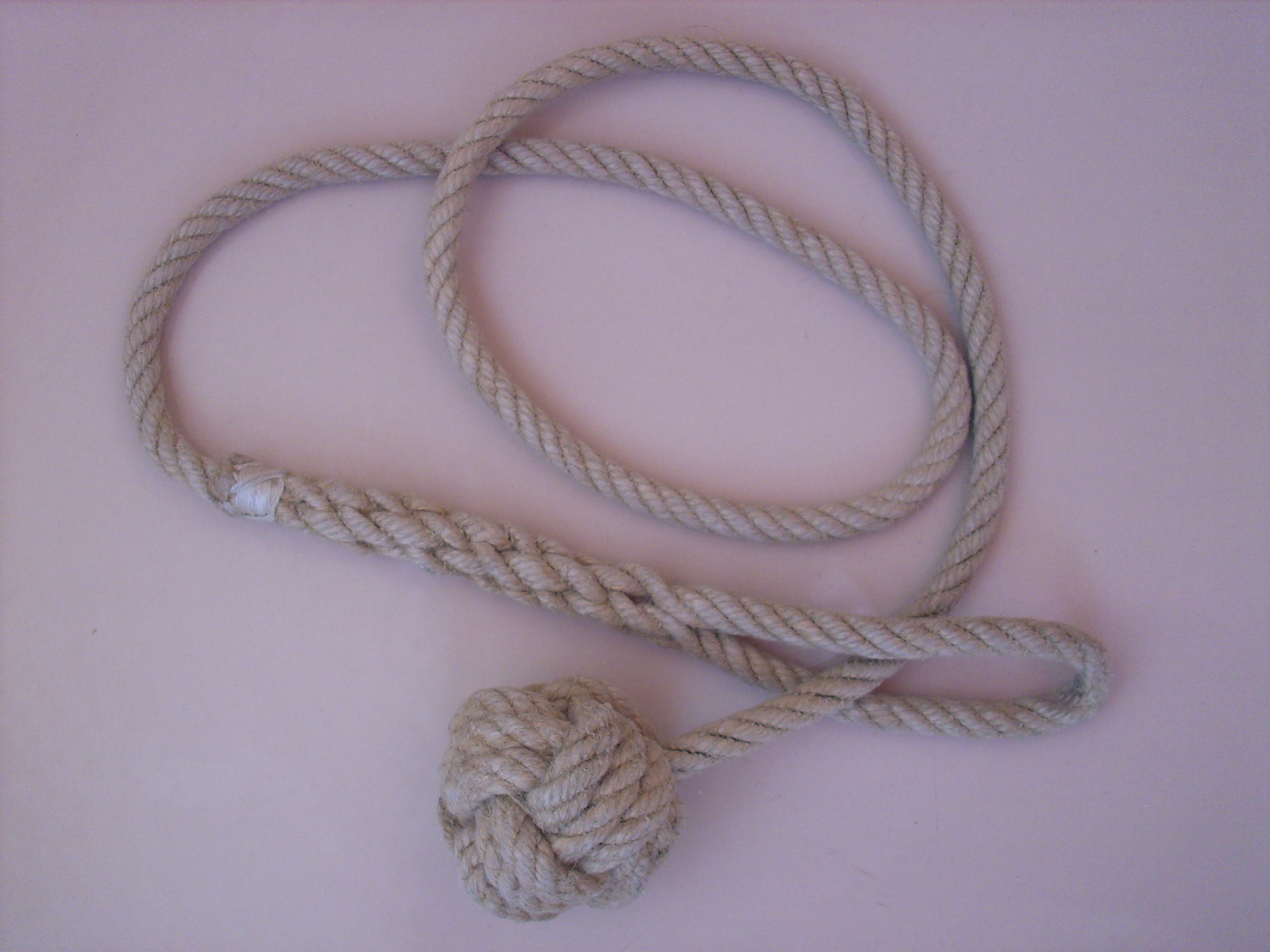
Als Hosengürtel oder auch Schlagwaffe
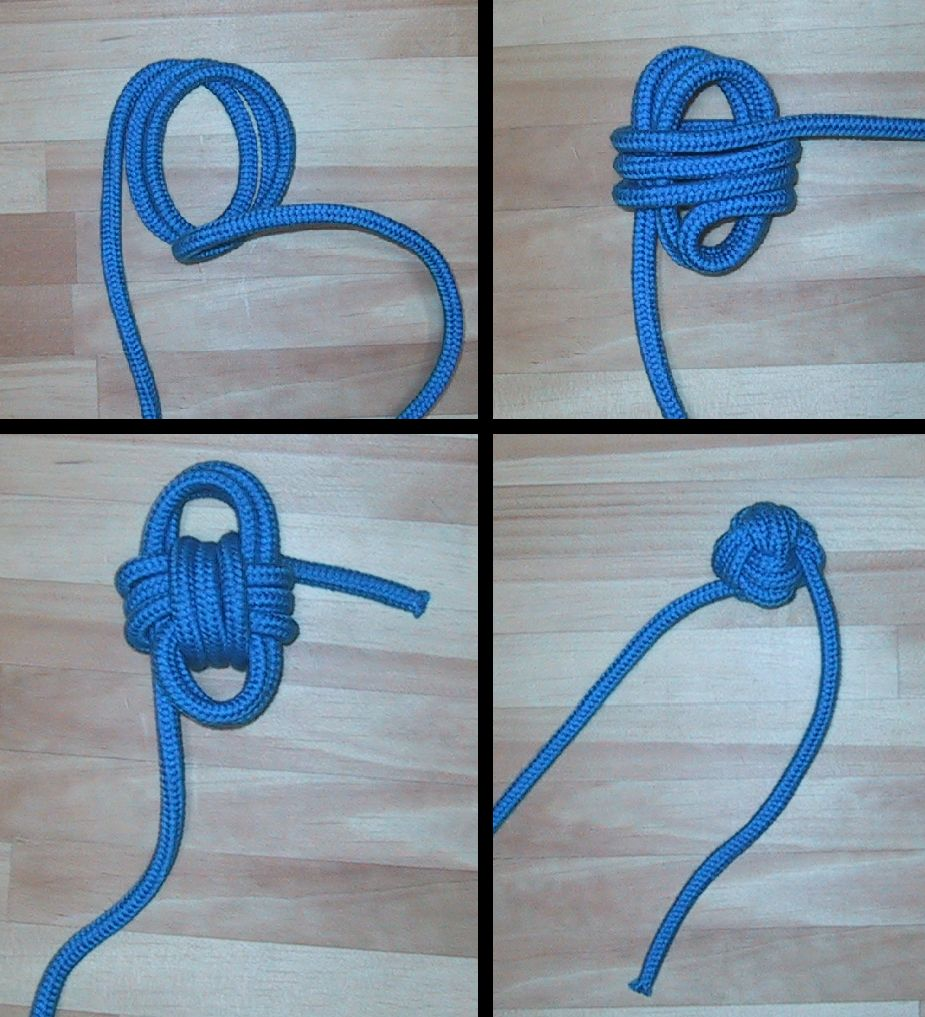
Herstellung

## Alternativen
- Als Wurfgewicht werden meist kleine mit Sand gefüllte Ledersäckchen verwendet.
- Der Wurfknoten ist etwas leichter im Gewicht und leichter zu knüpfen.
- Als Schlagwaffe dient ebenso der Blackjack.

## Abwandlungen
- Die Affenfaust kann auch mehrfach geknüpft werden.
- Als verlorene Kugel ist die Bola Perdida als Wurfwaffe (Schleuderkugel) verwendet worden.
- Drei an längeren Leinen sternförmig zusammengebundene Affenfäuste können auch als Bola (Wurfkugeln) verwendet werden.[2]

## Verbot in Deutschland
Wie im Bundesanzeiger veröffentlicht, verbietet das Waffengesetz den Besitz und das Führen einer beispielsweise mit Metallkugeln beschwerten Affenfaust, da diese vom Bundeskriminalamt als Totschläger eingestuft wird.